# Alter Markt, Potsdam
Alter Markt är ett centralt beläget torg i den tyska delstaten Brandenburgs huvudstad Potsdam. Vid torget ligger flera av stadens historiska byggnader som Potsdams stadsslott, Nikolaikyrkan, Museum Barberini i Barberinipalatset och Potsdam Museum i det gamla rådhuset. Slottet inrymmer idag de moderna lokalerna för delstatsparlamentet, Brandenburgs lantdag.

## Historia

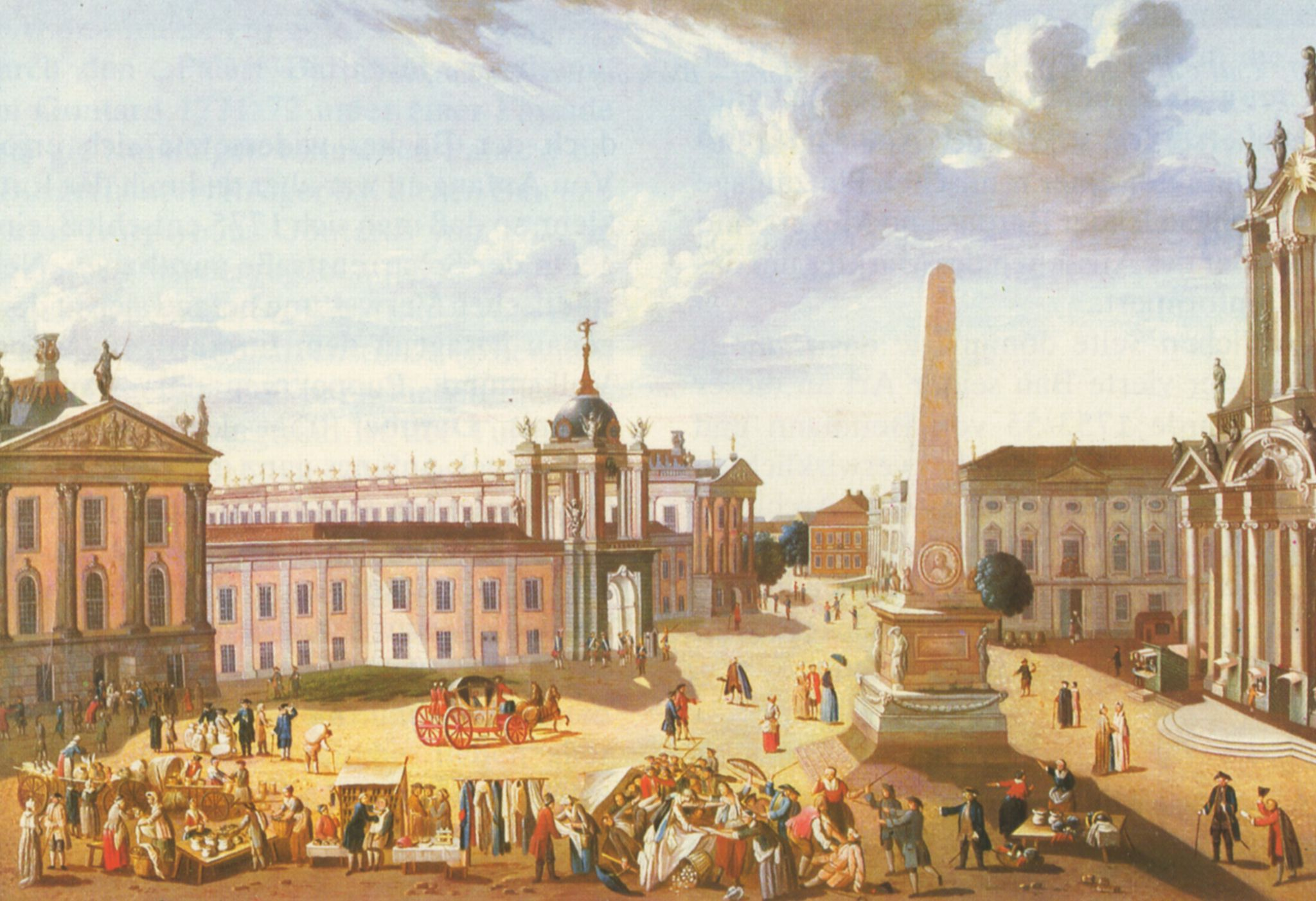
Alter Markt 1772, målning av Carl Christian Wilhelm Baron. Till höger den gamla Nikolaikyrkan.

Torget fick sin huvudsakliga nuvarande barockutformning under Fredrik II av Preussens regering i mitten av 1700-talet, med en central obelisk ritad av Georg Wenzeslaus von Knobelsdorff, som även ritade den nuvarande exteriören för det intilliggande slottet. Slottets huvudportal mot innergården, Fortunaportalen, vetter mot torget. 
Ett senare klassicistiskt undantag till barockstilen utgörs av Nikolaikyrkan, som började uppföras på 1830-talet efter ritningar av Karl Friedrich Schinkel, som ersättning för den barockkyrka som brann ned 1795. Byggnaderna omkring torget skadades allvarligt i bombanfall 1945 och revs och ersattes till stora delar under DDR-epoken, men har senare återställts till den ursprungliga barockutformningen i etapper.